# 프린세스 메이커 2
《프린세스 메이커 2》(Princess Maker 2)는 생활 시뮬레이션 게임 프린세스 메이커 시리즈의 2번째 게임으로, 일본의 기업 가이낙스가 개발하였다. 이 게임은 영어, 한국어, 중국어로 번역되었다.
1993년 6월 15일에 PC-9801판으로 발매되었다. 마족과의 전쟁에서 영웅이 된 아버지가 수호신으로부터 내려받은 천계의 소녀를 키워가는 내용이다. 발매 당시, 플로피 디스크 12장이라는 당시로서는 대용량을 자랑하던 소프트웨어였다. 자문 역할로 집사 큐브가 처음으로 등장했다. 그래픽 또한 전작에 비해 개선되었다. 딸의 별자리에 따라 수호신이 변하며, 10일 간격으로 스케줄을 짜는 시스템이다. 가정, 마법, 사교, 무술 분야에서 딸의 라이벌이 등장하며 성에서 인맥을 만들 수도 있다. 전작의 무사수행을 강화하여 필드를 4가지로 늘렸다. 또한, 딸을 어떻게 육성하였느냐에 따라서 중간마다 다양한 이벤트가 등장한다.
- PC/AT, PC 엔진 판에, 일부 그래픽을 변경한 FM TOWNS, 매킨토시, 윈도, 세가 새턴, 3DO, 드림캐스트의 각 버전이 있으며, 그래픽을 리마스터링한 리파인판 윈도 버전, 플레이스테이션 2 버전에, 휴대폰의 i모드 판, EZ애플리(BREW)판이 있음. 한국에서는 GP32판도 발매되었다.
- FM TOWNS, 매킨토시, 윈도 판에서 딸의 성우는 카사하라 히로코(笠原弘子), PC 엔진, 세가 새턴, 3DO 판에서는 히사카와 아야가 맡았다. 리파인판에서는 니시무라 치나미가 담당.

## 도전 과제

### 수확제

#### 무술대회
맞붙는 상대는 다음과 같다.
- 칼폭스: 격투 사범으로 맨손에 상의탈의 상태로 출전하기 때문에 격투센스는 뛰어나지만 방어력이 매우 아쉽다. 어렸을 때 맞붙으면 어렵지만 무신의 검을 손에 넣은 채로 맞붙으면 매우 쉽다.
- 돈 레오 조나단: 머슬 할발 다음으로 강한 검투사. 현상수배범으로 체포 당하면 참수형에 처해지기 때문에 매우 악착같이 싸운다.
- 올 레후톨: 검술 사범으로 칼솜씨는 매우 강하지만 마법이 약하다. 마법으로 맞붙으면 거의 이긴다.
- 머슬 할발: 거대한 규모의 해적단의 선장으로 바이킹처럼 생겼으며 프린세스 메이커 2에서 무신(武神) 다음으로 싸움을 잘 하는 인물. 일격이 없지만 이게 더 무섭다. 기본 공격이 다른 상대의 일격과 거의 동급 또는 그 이상이다. 체력과 전의가 거의 끝장 수준이라 절대 항복을 안 하며 제대로 준비하지 않고 덤비면 머슬 할발에게 무조건 패한다. 딸이 우승하지 않을 경우 90% 정도 확률로 머슬 할발이 우승한다.
- 담담: 숲에서 사는 야생 인간. 검술도 어느 정도 하고 마법도 어느 정도 하기 때문에 꽤 힘든 상대이지만 검술과 마법 중 하나만 제대로 키워 놓으면 쉽게 이긴다.
- 카타나 테라: 일본풍으로 생긴 검투사. 방어가 어중간하기 때문에 나타샤 드리프시코와 비벼볼만하게 키워 놓으면 무조건 이긴다.
- 살렘 라셀: 담담의 상위호환으로 중동쪽 사람처럼 생겼으며 검술과 마법 양쪽에 능하며 마법이 어마어마하게 강해 항마력을 키워 놓지 않으면 이길 수 없다.
- 찬 크론: 중국 풍으로 생겼으며 그리 강하지 않은 권법가. 칼폭스처럼 맨손으로 싸운다.
- 나타샤 드리프시코: 체력, 전의, 공격력 등 신체스펙은 월등하지만 마법도 없고 격투센스도 별로 없다. 그냥 겉으로 보기에만 강해 보이기 때문에 겁먹지 않고 준비를 잘 해서 맞붙으면 이긴다.
- 반반 비자로: 맷집만 아주 좋은 그저 그런 검투사이다. 전의가 말도 안 되게 낮아서 조금만 공격하면 바로 항복한다.
- 홀스트 하임맨: 하위권 검투사. 전사평가는 높지만 실제로는 약하다. 신체 스펙이 별로 좋지 않아서 금방 이긴다.
- 타오 란팡: 마법도 어중간하고 검술도 어중간해서 상당히 쉽다. 일격은 자주 나오지만 타오 란팡의 일격이 머슬 할발의 기본 공격의 절반에도 못 미친다.
- 프랑소와 모레: 아예 일반인으로 몸뚱이 자체는 최약체이지만 그 대신 최고로 좋은 미스릴 갑옷을 입고 있어서 방어력만 높다.
- 미아: 고양이 인간 여성. 제니퍼 더 퀸 다음으로 약하다.
- 제니퍼 더 퀸: 프랑소와 모레처럼 일반인이며 그나마 프랑소와 모레가 갑옷이라도 잘 입은 것에 비해 제니퍼 더 퀸은 맨 몸으로 채찍만 든 채로 싸운다.

#### 왕국예술제
그림을 그리는 대회이다. 딸은 미술 실력에 따라 다음과 같은 그림을 그린다.
- 물속 풍경: 왕국예술제를 폭소의 도가니로 몰고 간다.
- 하얀 항아리에 담긴 꽃다발: 탈락한다.
- 술병과 사과: 2라운드는 진출한다.
- 푸르름을 두른 산맥: 입상권에서 아쉽게 탈락한다.
- 자화상: 입상권에 들어가는 최소한의 능력이다.
- 강림하는 천사: 어지간하면 우승한다.

#### 댄스파티
- 나타샤 드리프시코: 무술대회에서와는 달리 완전히 약체이다.
- 타오 란팡
- 프랑소와 모레
- 제니퍼 더 퀸: 무술대회에서와는 달리 제법 강하다.
- 줄리에트
- 피올라
- 아니스: 강력한 우승후보이다.

#### 요리대회
맞붙는 상대는 다음과 같다.
- 발본: 직업 요리사로 상당히 강하다.
- 데신세: 여관 주인이다.
- 리이 수녀: 평생을 검소하게 살아온 성직자이다.
- 드미트리: 술집 주인이다.
- 마르시아(요리학원 라이벌): 딸의 능력치가 어떻든 딸과 비슷하게 나온다.

## 리파인 에디션
2016년 9월 23일에는 국내 게임 전문 퍼블리셔 CFK가 육성 시뮬레이션 게임 ‘프린세스 메이커 2’ 리메이크 버전인 프린세스 메이커 2 리파인을 스팀에 출시한다.
이번 리메이크작에서는 새롭게 그려낸 그래픽과, 모든 캐릭터에게 음성을 수록하는 ‘풀 보이스’ 등 게임을 전면적으로 리뉴얼했다. 또, 스팀 도전과제도 추가되어 즐길 거리가 더욱 늘어났다. 또한 영어, 일본어 외에도 한국어가 공식으로 지원된다.
또한 CFK는 이번 ‘프린세스 메이커 2 리파인’ 스팀 발매는 원작자인 가이낙스와의 공동 프로젝트로 이루어졌다고 밝혔다. 여기에 추후 지속적인 협력을 통해 프린세스 메이커의 모든 작품을 스팀으로 출시하겠다고 덧붙였고, 2016년 가을 중에 스팀에 출시되었다.

## 기타
- 이 게임에서는 일부 유저들이 치트키를 이용하여 게임은 하지도 않고 엔딩만 보는 일이 일어나자 이를 방지하기 위한 옵션을 하나 달아 놓았다. 바로 딸의 능력치에 죄악(일본 정발판 버전에서는 업보)이라는 괴상한 능력치를 추가한 것이 그것인데 이 '죄악'이라는 능력치는 사냥 등 뭔가를 죽이거나, 강도, 매춘 같은 범죄행위를 하면 상승하는 능력치이다.

프린세스 메이커 2에서는 모든 능력치의 최고점이 999이며 여왕이나 장군 등 좋은 엔딩을 충족시키는 능력치를 달성한다 하더라도 죄악이 500을 넘기면 무조건 마왕으로 엔딩이 강제되었다. 이렇게 조치한 이유는 치트 방지용이다.
- 딸을 제대로 키우지 않으면 딸이 병에 들고 여기서 더 심해지면 딸이 사망한다. 그러면 게임 오버가 되어 더 이상 진행할 수 없다.